# Terrazo

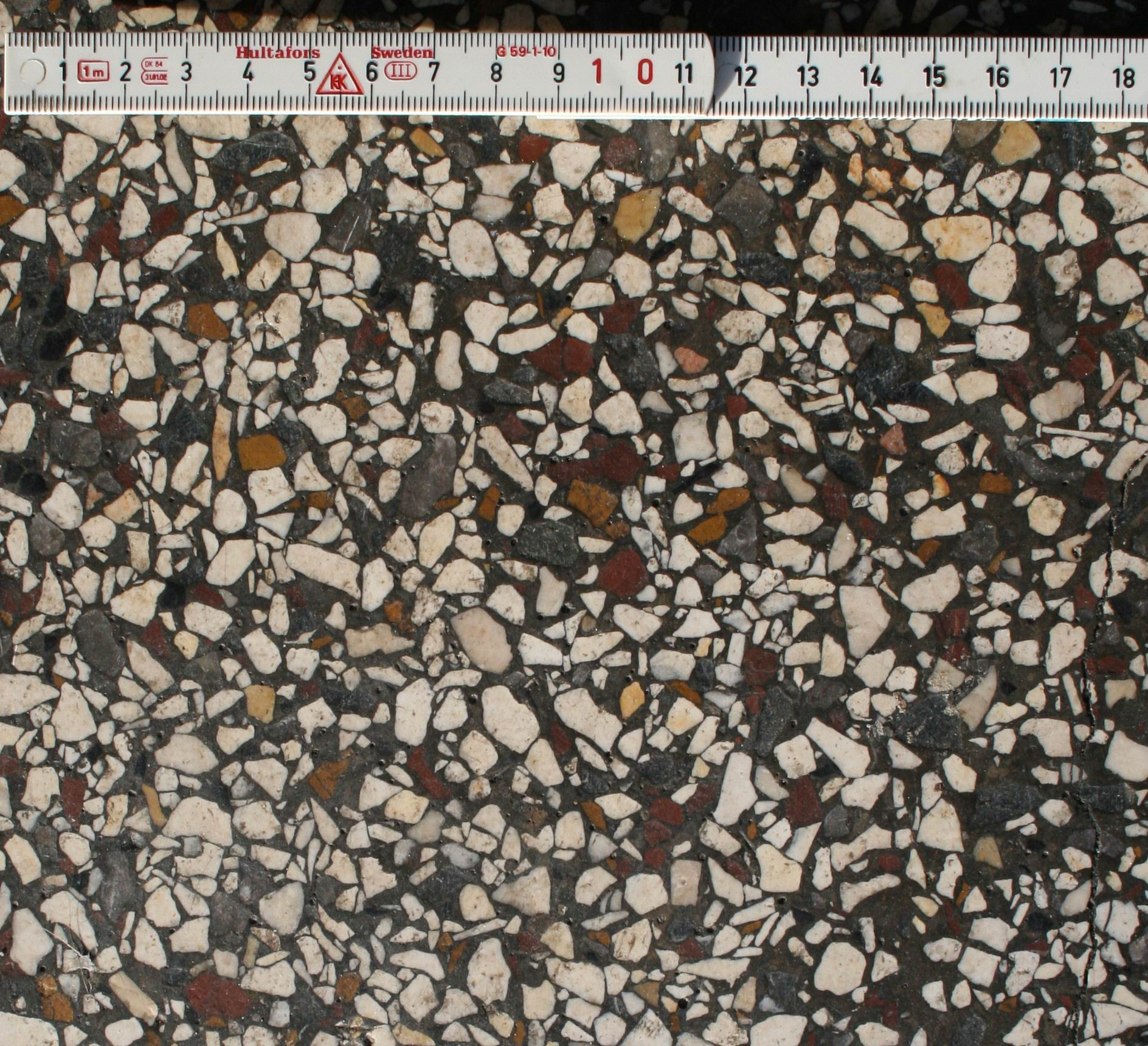
Detalle en primer plano de un pavimento de terrazo.

El terrazo es un material de construcción compuesto por guijarros de piedra (habitualmente mármol) conglomerados con cemento. Debido a su elevada resistencia y bajo coste era el material de acabado más empleado en pavimentos interiores.

## Origen
El suelo de terrazo se empezó a utilizar en Venecia a mediados del siglo XV, como método para aprovechar los trozos sobrantes de la construcción de suelos de mármol.
La palabra terrazo proviene de la palabra italiana terrazza —a su vez, derivada del latín terracĕus («tierra»)—, pues inicialmente estos suelos se emplearon para pavimentar las terrazas que rodeaban las viviendas de los obreros de la construcción.
En su composición original, el suelo de terrazo se componía simplemente de una base arcillosa sobre la que se vertían cascotes y guijarros de mármol. Posteriormente estos guijarros se pulieron para conseguir un pavimento más confortable. Finalmente, los trabajadores descubrieron que vertiendo leche de cabra, incluso una vez seca, el aspecto del suelo adquiría un aspecto similar al del mármol por lo que empezaron a usarlo como sellante.

## Composición
En la actualidad, el mármol continúa siendo el árido de referencia para fabricar terrazo, bien sea solo o combinado con otros tipos de piedra. Como conglomerante se utiliza cemento (normalmente cemento blanco), a veces coloreado con pigmentos. En los últimos años es cada vez más frecuente la utilización de resina al agua, y en menor medida otros compuestos químicos como látex, resinas de poliéster o acrílicos para el sellado final.
Debido a su composición, las características del terrazo son muy similares a las del hormigón, salvo los terrazos epoxídicos, que presentan mejoras en apariencia, facilidad de limpieza, impermeabilidad y propiedades mecánicas.

## Técnicas de instalación
- Continuo.

Se confecciona en la propia obra "in situ". Después de nivelar la superficie con una base de cemento, se dispone una capa de mortero. Sobre esta capa se colocan las juntas separadoras que pueden servir para crear distintos patrones estéticos o simplemente como juntas de dilatación. Posteriormente se vierten los guijarros, que posteriormente son pulidos con un fratás.
Esta técnica fue muy popular en la década de los 70, pero debido al elevado coste de la mano de obra ha caído en desuso.
- En baldosa

Se colocan baldosas prefabricadas sobre una lechada de cemento. Este sistema resulta más barato y rápido, pero presenta un acabado de peor calidad, pues las juntas entre baldosas no quedan perfectamente niveladas.
- Pulido "in situ"

Se trata de una técnica híbrida de las otras dos, muy utilizada en la actualidad. El terrazo se coloca en baldosas, pero posteriormente se pule para dejar una superficie final nivelada.
Para eliminar la porosidad y conferir más brillo al acabado, el terrazo se puede tratar también con un sistema denominado cristalizado, consistente en una serie de procesos químicos y mecánicos que modifican su superficie con cristales cálcicos, más duros.

## Tipos
Según el tamaño del árido, los terrazos se dividen en "micrograno", "grano medio" y "grano grueso", si bien no es habitual emplear hoy en día terrazo de grano grueso, salvo como soporte para otros acabado finales como moquetas, linóleo o laminados de PVC. También existen multitud de formatos con relieves, aunque estos productos normalmente pasan ya a denominarse piedra artificial. 
Los tamaños usuales de las baldosas de terrazo son 30x30 y 40x40 cm.